# Erwin Vandenbergh
Erwin Vandenbergh (* 26. Januar 1959 in Ramsel) ist ein ehemaliger belgischer Fußballspieler
Der Mittelstürmer Vandenbergh begann seine Laufbahn 1977 bei Lierse SK. Schnell spielte sich der junge Stürmer in die belgische Nationalmannschaft und wurde von Nationaltrainer Guy Thys für die Fußball-Europameisterschaft 1980 in Italien nominiert. Mit diesem EM-Turnier wurde die erfolgreichste Zeit des belgischen Fußballs eingeläutet und Vandenbergh war neben dem Torhüter Jean-Marie Pfaff und seinem Stürmerkollegen Jan Ceulemans einer der Protagonisten des Aufschwungs des belgischen Fußballs und wurde 1981 zu Belgiens Fußballer des Jahres gewählt.
Er stand außerdem im Kader zur Fußball-Weltmeisterschaft 1982 in Spanien und erzielte den 1:0-Siegtreffer zum überraschenden Sieg der Belgier im Eröffnungsspiel gegen Weltmeister Argentinien. Belgien schied in der Zwischenrunde des Turniers aus. Nach dem Turnier wechselte Vandenbergh zum belgischen Traditionsclub RSC Anderlecht. Bei der Fußball-Europameisterschaft 1984 in Frankreich verpasste er mit seiner Mannschaft das Halbfinale durch eine 2:3-Niederlage im letzten Vorrundenspiel gegen Dänemark.
Die Fußball-Weltmeisterschaft 1986 in Mexiko war für Belgien mit dem vierten Platz das erfolgreichste Turnier seiner Geschichte. Erwin Vandenbergh verletzte sich jedoch im ersten Gruppenspiel gegen Gastgeber Mexiko, und das Turnier war für ihn damit bereits beendet. Zuvor hatte er in der ersten Halbzeit noch den 1:2-Anschlusstreffer für die Belgier erzielt. Für den Rest des Turniers wurde er von Nico Claesen in der Sturmmitte ersetzt. Für Claesen war die Verletzung Vandenberghs der Durchbruch im belgischen Nationalteam.
Nach der WM 1986 verließ Vandenbergh Anderlecht und spielte bis 1990 in der französischen ersten Liga bei OSC Lille. Von 1990 bis 1994 stand er bei KAA Gent unter Vertrag. Er beendete seine Karriere 1995 beim FC Brüssel. Vandenbergh wurde sechs Mal belgischer Torschützenkönig (1981, 1982, 1983, 1984, 1986, 1991). 1981 wurde er auch europäischer Rekordtorschütze (39 Tore). Er ist immer noch der einzige Belgier, der diesen Preis empfangen durfte.
Sein Sohn Kevin Vandenbergh ist ebenfalls ein erfolgreicher Fußballspieler.